# Kool Moe Dee
Мохандас Дьюис (англ. Mohandas Dewese; более известен под сценическим псевдонимом Kool Moe Dee; род. 8 августа 1962, Трентон, Нью-Джерси, США) — американский рэпер «олдскул» («старой школы»), направления хип-хопа, пик популярности которого пришёлся на конец 1980-х—начало 1990-х годов. Был одним из первых рэперов, получивших премию «Грэмми», и первым рэпером, который выступал на церемонии вручения «Грэмми».

## Карьера

### Threacherous Three
В конце 70-х, обучаясь в средней школе, Kool Moe Dee познакомился на одной из вечеринок с Special K и DJ Easy Lee. Вскоре, вместе они образуют рэп-группу «старой школы» хип-хопа под названием Treacherous Three. Именно в её составе Kool Moe Dee выдал свой фристайл, который потом назовут поворотным в развитии рэп-сражений, во время одного из рэп-батлов, которые проводил Busy Bee Starski.
Treacherous Three дебютировали в 1980 году с песней «The New Rap Language», который был записан на Robinson's Enjoy Records. С 1980 по 1981 год, перед тем как подписать контракт с Sugar Hill Records, они выпускают ещё два сингла «Body Rock» и «Feel the Heartbeat». В Sugar Hill Records Тhe Treacherous Three записывают ещё несколько синглов, но в середине 1980-х группа распадается.

### После Threacherous Three
Вместо того чтобы, после разрыва группы, заниматься развитием своей сольной карьеры, Kool Moe Dee поступает учится в колледж, где получает степень специалиста по связям с общественностью. После этого, он заключает договор с никому неизвестным продюсером для записи своего дебютного сольного сингла «Go See the Doctor».
В 1986 году Kool Moe Dee, подписывает контракт с Jive Records и выпускает свой дебютный сольный альбом Kool Moe Dee. В то же время, он начинает затяжную вражду с молодым рэпером LL Cool J, обвиняя того в краже своего оригинального рэп-стиля.
В 1987 году Kool Moe Dee выпускает альбом How Ya Like Me Now, на обложке которого изображена шапка Kangol (брэнд принадлежащий рэпперу LL Cool J), помятая колесом джипа. Альбом становится платиновым. Два года спустя, Kool Moe Dee повторяет свой успех, выпустив альбом Knowledge Is King, который становится золотым, а сам Dee становится первым рэпером, который выступал на церемонии вручения наград Grammy Awards.
В 1990 году Kool Moe Dee принял в записи альбома Куинси Джонса Back on the Block вместе с другими рэперами Мелле Мел, Big Daddy Kane и Ice-T. Альбом был одобрен как критиками, так и слушателями, выиграв премию «Грэмми» за лучший альбом 1991 года. В том же 1991 году Kool Moe Dee вместе с Куинси Джонсом, Биг Дэдди Кейном, Ice-T, Мэлле Мэлом и Куинси Джонсом III был награждён «Грэмми» в номинации «Лучшее рэп-исполнение дуэтом или группой».
Четвёртый альбом, "Funke, Funke Wisdom", оказался более слабым, по сравнению с ранее выпущенными работами и принёс лишь разочарование его поклонникам. А после выпуска сборника хитов в 1993 году лейбл Jive/RCA вообще разрывает с Kool Moe Dee контракт.
Оказавшись на мели, Kool Moe Dee, тем не менее, переиздал три альбома группы Treacherous Three, в 1994 году подписав контракт с лэйблом DJ Easy Lee's.
Kool Moe Dee также появляется в 1999 году, приняв участие совместно с рэппером и актёром Уиллом Смитом в записи его песни Wild Wild West.

### Бог микрофона
В 2003 году Dee выпускает книгу «Бог микрофона», в которой оценил 50 лучших рэпперов по ряду критериев, как когда-то в своём треке «Report Cards». Среди критериев: лексикон, артикуляция, умение держаться на сцене, продуктивность, голос, оригинальность записи, разнообразие тем, инновационные рифмы и так далее. В его предыдущем рейтинге Лорин Хилл получила высочайшую оценку: 97 и 100 баллов.

### Behind The Rhyme
В 2017 году Kool Moe Dee запустил в качестве исполнительного продюсера и ведущего серию ток-шоу Behind The Rhyme, в которых берёт интервью у легенд хип-хопа и современных звёзд. Премьерный эпизод был выпущен в июне 2017 года с участием Chuck D, легенды хип-хопа, фронтмена групп Public Enemy и Prophets of Rage.

## Дискография

### Студийные альбомы
| Альбом              | Год  | Лейбл | Максимальная позиция | Максимальная позиция   | Максимальная позиция             | Сертификат       |
| Альбом              | Год  | Лейбл | Billboard 200        | Top R&B/Hip-Hop Albums | Dutch Album Top 100 (MegaCharts) | Сертификат       |
| ------------------- | ---- | ----- | -------------------- | ---------------------- | -------------------------------- | ---------------- |
| Kool Moe Dee        | 1986 | Jive  | 83                   | 23                     | 44                               |                  |
| How Ya Like Me Now  | 1987 | Jive  | 35                   | 4                      | —                                | - RIAA: Platinum |
| Knowledge Is King   | 1989 | Jive  | 25                   | 2                      | —                                | - RIAA: Gold     |
| Funke, Funke Wisdom | 1991 | Jive  | 72                   | 19                     | —                                |                  |
| Interlude           | 1994 | Wrap  | —                    | —                      | —                                |                  |

### Компиляции
| Год  | Альбом                      | Лейбл              |
| ---- | --------------------------- | ------------------ |
| 1990 | The Greatest Hits           | Sugar Hill Records |
| 1993 | Greatest Hits               | Jive               |
| 1995 | The Jive Collection, Vol. 2 | Jive               |

## Синглы
| Год  | Сингл                                             | Позиции в чартах | Позиции в чартах         | Позиции в чартах | Позиции в чартах | Альбом              |
| Год  | Сингл                                             | US Hot 100       | US Hot R&B/Hip-Hop Songs | US Hot Rap Songs | UK Singles Chart | Альбом              |
| ---- | ------------------------------------------------- | ---------------- | ------------------------ | ---------------- | ---------------- | ------------------- |
| 1986 | "Go See the Doctor"                               | 87               | —                        | —                | 82               | Kool Moe Dee        |
| 1987 | "Rock Steady"                                     | —                | —                        | —                | —                | Kool Moe Dee        |
| 1987 | "Dumb Dick (Richard)"                             | —                | —                        | —                | —                | Kool Moe Dee        |
| 1987 | "Do You Know What Time It Is? / I'm Kool Moe Dee" | —                | —                        | —                | —                | Kool Moe Dee        |
| 1987 | "How Ya Like Me Now"                              | —                | 22                       | —                | 86               | How Ya Like Me Now  |
| 1988 | "Wild Wild West                                   | 62               | 4                        | —                | —                | How Ya Like Me Now  |
| 1988 | "No Respect"                                      | —                | —                        | —                | —                | How Ya Like Me Now  |
| 1988 | "Let's Go "                                       | —                | 11                       | —                | —                | Knowledge Is King   |
| 1989 | "All Night Long"                                  | —                | 70                       | —                | —                | Knowledge Is King   |
| 1989 | "I Go to Work"                                    | —                | 13                       | 5                | —                | Knowledge Is King   |
| 1989 | "They Want Money"                                 | —                | 3                        | 2                | 91               | Knowledge Is King   |
| 1990 | "God Made Me Funke"                               | —                | 44                       | 10               | —                | —                   |
| 1990 | "African Pride"                                   | —                | —                        | —                | —                | —                   |
| 1991 | "How Kool Can One Black Man Be"                   | —                | 49                       | 9                | —                | Funke, Funke Wisdom |
| 1991 | "Death Blow"                                      | —                | —                        | —                | —                | Funke, Funke Wisdom |
| 1991 | "Rise N Shine"                                    | —                | —                        | 1                | —                | Funke, Funke Wisdom |
| 1993 | "Can U Feel It"                                   | —                | —                        | —                | —                | Greatest Hits       |

### Совместные издания
| Год  | Сингл                                                                       | Позиция в чартах | Позиция в чартах         | Позиция в чартах | Альбом                            |
| Год  | Сингл                                                                       | US Hot 100       | US Hot R&B/Hip-Hop Songs | US Hot Rap Songs | Альбом                            |
| ---- | --------------------------------------------------------------------------- | ---------------- | ------------------------ | ---------------- | --------------------------------- |
| 1980 | "The New Rap Language" / "Love Rap" (w/ Spoonie Gee & Treacherous Three)    | —                | —                        | —                | —                                 |
| 1980 | "At The Party" (w/ Treacherous Three)                                       | —                | —                        | —                | Whip It and The Treacherous Three |
| 1980 | "The Body Rock" (w/ Treacherous Three)                                      | —                | —                        | —                | Whip It and The Treacherous Three |
| 1981 | "Feel The Heartbeat" (w/ Treacherous Three)                                 | —                | —                        | —                | Whip It and The Treacherous Three |
| 1981 | "Put The Boogie In Your Body" (w/ Treacherous Three)                        | —                | —                        | —                | —                                 |
| 1982 | "Yes We Can-Can" (w/ Treacherous Three)                                     | —                | —                        | —                | Whip It                           |
| 1982 | "Whip It" (w/ Treacherous Three)                                            | —                | —                        | —                | Whip It                           |
| 1983 | "Action" (w/ Treacherous Three)                                             | —                | —                        | —                | Whip It                           |
| 1983 | "Turning You On" / "U.F.O." (w/ Treacherous Three)                          | —                | —                        | —                | The Treacherous Three             |
| 1983 | "Get Up" (w/ Treacherous Three)                                             | —                | —                        | —                | The Treacherous Three             |
| 1984 | "Santa's Rap" / "Xmas Rap" (w/ Treacherous Three)                           | —                | —                        | —                | Beat Street OST                   |
| 1985 | "Gotta Rock" / "Turn It Up" (w/ Treacherous Three)                          | —                | —                        | —                | —                                 |
| 1989 | "Self Destruction" (w/ Stop the Violence Movement)                          | —                | 30                       | 1                | —                                 |
| 1994 | "We Come Phat" (w/ Treacherous Three)                                       | —                | —                        | —                | Old School Flava                  |
| 1994 | "Feel The New Heartbeat" (w/ Treacherous Three)                             | —                | —                        | —                | Old School Flava                  |
| 1999 | "Wild Wild West" (w/ Will Smith & Dru Hill)                                 | 1                | 3                        | 1                | Wild Wild West OST $ Willennium   |
| 2015 | "Downtown" (w/ Macklemore&Ryan Lewis,Eric Nally,Melle Mel, Grandmaster Caz) | 12               | 6                        | 4                | This Unruly Mess I've Made        |

## Приглашённый гость
| Песня                      | Год  | Исполнитель | Альбом                      |
| -------------------------- | ---- | --- | --------------------------- |
| "Come Together"            | 1988 | The Isley Brothers                                                                                                   | Spend the Night             |
| "Back On the Block"        | 1989 | Quincy Jones, Big Daddy Kane, Ice-T, Melle Mel                                                                       | Back on the Block           |
| "Jazz Corner of the World" | 1989 | Quincy Jones, Big Daddy Kane                                                                                         | Back on the Block           |
| "Family Got to Get Busy"   | 1991 | Salt-N-Pepa, Grand Daddy I.U., Ms. Melodie, Ziggy Marley, Kid Capri, DMC, KRS-One, Chuck D, Doug E. Fresh, Red Alert | Civilization Vs. Technology |
| "Good Time"                | 1992 | | Zebrahead (soundtrack)      |
| "Tango In Paris"           | 1994 | Regina Belle | Passion                     |
| "Rapper's Delight"         | 1994 | Daddy-O, Hi-C | CB4 (soundtrack)            |
| "Rockin' Wit Da Best"      | 2010 | Redman | Reggie                      |
| ''Downtown"                | 2015 | Macklemore&Ryan Lewis, Eric Nally, Melle Mel, Grandmaster Caz                                                        | This Unruly Mess I've Made  |